# Ermengol VIII di Urgell
Ermengol, o Armengol o Ermengardo detto anche el de Sant Hilari (1158 – Sant Hilari, 16 ottobre 1209), è stato conte di Urgell dal 1184 alla sua morte.

## Origine
Come ci confermano sia la Ex Gesta Comitum Barcinonensium che la Historia de los condes de Urgel, Tomo I, fu il figlio primogenito ed unico maschio del conte di Urgell, Ermengol VII di Valencia e della moglie, Dolce di Foix ( † 15 febbraio 1209), figlia del conte di Foix, Ruggero III e della moglie, Jimena di Barcellona, figlia del conte di Barcellona Ramon Berenguer III e di Maria Díaz de Vivar (circa 1081-1105), seconda figlia del Cid Campeador) e della cugina del re di León e Castiglia, Alfonso VI, doña Jimena, figlia del conte di Oviedo e delle Asturie Diego Fernández e della contessa Cristina Fernández (secondo alcuni storici Jimena di Barcellona era la figlia diRamon Berenguer III e di Almodis de Mortain ( † tra il 23 novembre 1111 ed il 3 febbraio 1112, data del matrimonio con Dolce I di Provenza), di cui non si conoscono gli ascendenti.
Ermengol VII di Valencia, come ci conferma la Historia de los condes de Urgel, Tomo I, fu il figlio primogenito del conte di Urgell, Ermengol VI il Castigliano e della moglie, Arsenda de Cabrera ( † prima del 1135), figlia del signore di Cabrera e visconte di Gerona, Guerau II de Cabrera e della sua prima moglie, Stefania (documento n°XXVIII a pag 151 del Carturario di Roda).

## Biografia
Ermengol compare citato nel documento nº 377 del Diplomatari de Santa Maria de Poblet I: 960–1177., datato 26 giugno 1170, inerente a una donazione fatta dai suoi genitori, Ermengol VII e Dolce al Monastero di Santa Maria di Poblet.
Il 18 giugno 1177, suo padre, Ermengol VII, redasse un testamento, controfirmato anche dalla moglie Dolce e dallo stesso Ermengol, in cui stabilì di lasciargli la contea di Urgell, disponendo altresì altri lasciti alla moglie, alle due figlie, ai fratelli, alle sorelle ed ai nipoti.
Nel 1178, Ermengol, secondo la Historia de los condes de Urgel, Tomo I, sposò la contessa di Subirats, Elvira Perez ( † dopo il luglio 1220), figlia del Signore de Molina e Mesa, XIII visconte di Narbona, il conte Pedro Manrique de Lara (?-1202) e della moglie, Sancha di Navarra (1148-1176), figlia del signore di Monzón e Logroño e re di Pamplona, García IV Ramírez detto il Restauratore, e di Urraca Alfonso di Castiglia, figlia illegittima del re di León e Castiglia, Alfonso VII e di Urraca Fernández de Castro.
Sempre secondo la Historia de los condes de Urgel, Tomo I, nei primi tempi di matrimonio vi furono dei dissapori tra i coniugi, che comunque, nel 1182, fecero insieme una donazione alla Cattedrale di León.
Secondo il Chronicon alterum Rivipullense, Apendice al Viage Literario a las Iglesias de Espana, Tome V, suo padre, Ermengol VII, morì assieme al suo fratellastro, Galceran de Sales, nel 1184, mentre la Excerpta ex martyrologio Celsonensi, Apendice al Viage Literario a las Iglesias de Espana, TomeIX, specifica che fu assassinato da malviventi (a malis hominibus) il giorno 11 agosto .
Anche le Ex Gesta Comitum Barcinonensium, riporta la morte del conte di Urgell, ponendola nel 1183, e confermando che ucciso nei pressi di Valencia, assieme al fratello, precisando ad opera di cristiani.
Infine anche l'Historia de los condes de Urgel, Tomo I, ricorda la morte del conte, nel 1184, avvenuta a Requena, nei pressi del regno musulmano di Valencia, dove Ermengol VII ed il fratellastro si erano recati a combattere, col loro esercito, attribuendola ad alcune bande armate che si erano là aggregate, oppure secondo un'altra versione in seguito ad una disputa con alcuni signorotti locali, ma sempre ad opera di cristiani.
Divenne quindi il conte di Urgell, Ermengol VIII.
Il 16 ottobre 1209, Ermengol VIII, redasse un testamento, controfirmato anche dalla moglie, Elvira, in cui stabilì di lasciare la contea di Urgell alla sua unica figlia, Aurembiaix, disponendo che la moglie, Elvira, avesse la tutela della figlia sino al raggiungimento della maggior età, e disponendo altresì altri lasciti alla moglie, alle due sorelle ed ai nipoti.
Secondo la Excerpta ex martyrologio Celsonensi, Apendice al Viage Literario a las Iglesias de Espana, TomeIX, Ermengol VIII morì, il 16 ottobre 1209, a Sant Hilari, nel cui monastero fu sepolto, mentre le Ex Gesta Comitum Barcinonensium, riportano la morte del conte di Urgell, ponendola nel 1208.
Infine anche l'Historia de los condes de Urgel, Tomo I, ricorda la morte del conte, nel 1208, dopo 24 anni di governo. Gli succedette, secondo le sue volontà testamentarie l'unica figlia, Aurembiaix.

## Discendenza
Ermengol da Elvira ebbe una figlia::
- Aurembiaix[20] (1196- agosto 1231) contessa di Urgell[8].

### Fonti primarie
- (LA) Rerum Gallicarum et Francicarum Scriptores, tomus XII.
- (LA) Viage Literario a las Iglesias de Espana, Tome V (archiviato dall'url originale il 10 gennaio 2014).
- (LA) Viage Literario a las Iglesias de Espana, Tome IX (archiviato dall'url originale il 22 febbraio 2014).

### Letteratura storiografica
- Rafael Altamira, La Spagna (1031-1248), in «Storia del mondo medievale», vol. V, 1999, pp. 865–896
- (ES) Historia de los condes de Urgel, Tomo I.